# Berufsethos
Der Begriff Berufsethos bezeichnet die sittlichen und moralischen Grundsätze, die das Handeln einer bestimmten Berufsgruppe bestimmen.
Hierbei muss es sich nicht zwangsläufig um staatliche Gesetze handeln, Übertretungen des Berufsethos können aber auch strafrechtliche Relevanz haben.

## Berufsethos im engeren Sinn
So würde es beispielsweise gegen das Berufsethos eines Psychotherapeuten verstoßen, zu einem Patienten eine enge emotionale oder körperliche Beziehung einzugehen. Wenn der Therapeut jedoch bewusst seine Position für die Befriedigung eigener Bedürfnisse missbraucht hat, kann dies eventuell auch einen Strafbestand erfüllen. Ein weiteres Beispiel für als beruflich unmoralisches empfundenes Verhalten stellt tendenziöser Journalismus dar, welcher gegen das Gebot objektiver und neutraler Berichterstattung verstößt, und – als Steigerung – sich aus Gründen persönlicher Vorteilnahme bei politisch Mächtigen anzudienen sucht. Ebenso unterliegen die erwähnten sittlichen und moralischen Grundsätze auch subjektiven Einordnungen, und nicht jeder Angehörige einer bestimmten Berufsgruppe muss alle moralischen Grundsätze für sein berufliches Handeln mit Berufsgenossen teilen.

## Berufsethos im weiteren Sinn
Im weiteren Sinn beinhaltet der Begriff Berufsethos nicht nur sittliche und moralische Fragen, sondern auch eine emotionale Bindung zum eigenen Beruf, im namensgebenden Sinn von Berufung und auch Pflege der Tradition, wie beim Handwerk. In der festen Überzeugung, das nicht vordergründige, kurzfristige Vorteile, sondern Qualität letztendlich zum nachhaltigen beruflichen Erfolg führt: „Ein Geschäft, das nur Geld verdient, ist ein schlechtes Geschäft“ (Henry Ford). Für den Winzer wurde beispielsweise durch die Einführung der Großweinlagen der Verschnitt aus den dazugehörigen Einzellagen zulässig. Ein Teil der Winzer verzichtet freiwillig auf diese bequemere Möglichkeit, wegen der Qualität, da jede Einzellage ihren eigenen Charakter hat und da sonst historische Strukturen nicht mehr gepflegt, sondern verwässert werden.